# トヒル

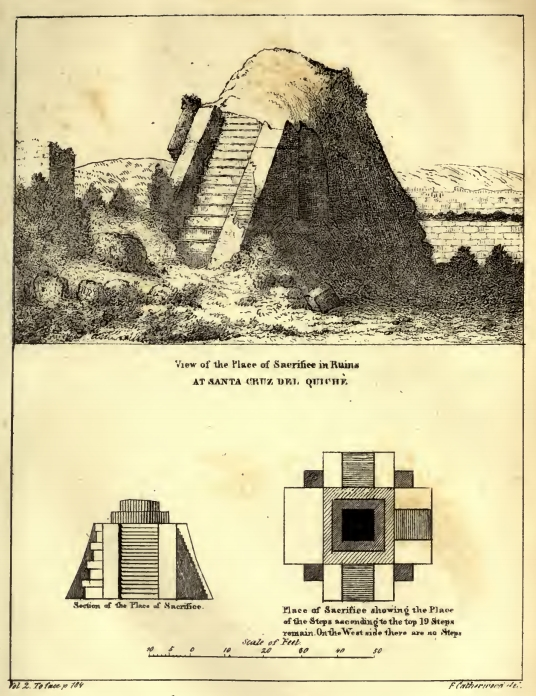
ウタトランのトヒル神殿跡。フレデリック・キャザーウッド画（1841年）

トヒル（Tohil、Tojil）は、後古典期のキチェ族の守護神。
トヒルという語はキチェ語で黒曜石を意味し、おそらく「神K」（カウィール）と呼ばれている神と同一である。
『ポポル・ヴフ』ではトヒルは主神であり、7つの洞窟でキチェ族の祖先はトヒル神を得た。キチェ族の移住のはじめにおいて、トヒルはリネージを導いた。
トヒルは血を欲する神であり、キチェ族は自身と戦争捕虜の両方を生贄としてトヒルに捧げた。
キチェの首都だったウタトラン（クマルカフ）にはトヒル神殿跡が残り、ここで人間が生贄にされていた。ウタトランでは20日周期のtoh（ムルクに相当）の日にトヒルに捧げ物をした。